# Зовнішній провулок
Зо́внішній прову́лок — зниклий провулок, що існував у Дарницькому районі міста Києва, місцевість Позняки. Пролягав від Зовнішньої вулиці до кінця забудови.

## Історія
Виник у 1-й половині XX століття (не пізніше початку 1930-х років), мав назву Червоногарматна вулиця. З 1955 року — провулок Олександра Бойченка, на честь українського письменника О. М. Бойченка. Назву Зовнішній провулок офіційно набув 1982 року, проте фактично ця назва вживалася з середини 1960-х років.
Ліквідований у другій половині 1980-х років у зв'язку з частковим переплануванням місцевості та знесенням забудови села Позняки (Нові Позняки).